# Интервидение-1966
Конкурс песни «Интервидение 1966» стал вторым конкурсом песни «Интервидение», проведённым в Чехословакии в рамках фестиваля «Интервидение — Золотой ключ». 
Международный телевизионный конкурс танцевальной песни и шансона «Интервидение — Золотой ключ» проходил 25 июня 1966 года в городе Братиславе, совместно с музыкальным фестивалем «Братиславская лира». Победителем стала Лили Иванова с песней «Адажио».

## Участники
В конкурсе приняли участие представители от 8 стран-членов Международной организации радиовещания и телевидения»: Болгария, Венгрия, ГДР, Польша, СССР, Финляндия, Чехословакия и Югославия (от одной до двух песен от каждой страны: в частности, Чехословакию представляли исполнители, занявшие первое и второе места в национальном конкурсе «Братиславская лира»). В качестве приглашённых гостей фестиваля выступили исполнители из западных стран: Удо Юргенс (победитель конкурса песни Евровидения 1966 года) и Юг Офре. 
Результаты фестиваля определяло международное жюри тайным голосованием представителей стран-участниц: занявшим первые три места артистам вручались золотой, серебряный и бронзовый ключи.
Золотой ключ получила Лили Иванова, представлявшая Болгарию с песней «Адажио». Второе место занял представитель Чехословакии Карел Готт с песней «Mám rozprávkový dom». Бронзовый ключ получил чехословацкий дуэт: Гелена Вондрачкова и Марта Кубишова с песней «Oh, baby, baby».
| №  | Страна                                | Исполнитель                         | Песня                            | Место |
| -- | ------------------------------------- | ----------------------------------- | -------------------------------- | ----- |
| 1  | Народная Республика Болгария          | Лили Иванова                        | «Адажио»                         | 1     |
| 2  | Венгерская Народная Республика        | Каталин Шароши                      |                                  |       |
| 3  | Венгерская Народная Республика        | Йожеф Немет                         |                                  |       |
| 4  | Германская Демократическая Республика | Бербель Ваххольц                    |                                  |       |
| 5  | Германская Демократическая Республика | Петер Виланд                        |                                  |       |
| 6  | Польская Народная Республика          | Анна Герман                         |                                  |       |
| 7  | Польская Народная Республика          | Хелена Майданец                     |                                  |       |
| 8  | СССР                                  | Муслим Магомаев                     | «Не спеши», «Песня о Братиславе» |       |
| 9  | Финляндия                             | Виктор Клименко                     |                                  |       |
| 10 | Финляндия                             | Лассе Мортенсон                     |                                  |       |
| 11 | Чехословакия                          | Гелена Вондрачкова и Марта Кубишова | «Oh, baby, baby»                 | 3     |
| 12 | Чехословакия                          | Карел Готт                          | «Mám rozprávkový dom»            | 2     |
| 13 | СФР Югославия                         | Ладо Лесковар                       |                                  |       |
| 14 | СФР Югославия                         | Драган Стойнич                      |                                  |       |